# بای‌پس قلبی ریوی
تخمین زده می‌شود از هر سه بزرگسال آمریکایی یک نفر مبتلا به یک یا چند بیماری قلبی عروقی باشد . در سراسر دنیا هر ساله 1/25 - 1 میلیون جراحی قلب بزرگسال انجام می‌شود که شایعترین عمل جراحی قلب کنارگذر شریان کرونری CABG با روش مرسوم on-pump یعنی با کمک بای پس قلبی ریوی ( CPB) می‌باشد.

## تاریخچه
اولین آزمایش دستگاه بای پس قلبی ریوی توسط دانشمند روسی سرگئی بروخوننکو با تزریق کاملا وریدی در سال 1926 بر روی سگ سانان انجام شد.

## بای پس قلبی ریوی
بای پس قلبی ریوی فرمی از گردش برون پیکری(ECC) می‌باشد که در آن خون بیمار بیرون از سیستم عروقی،تعیین مسیر شده و عملکرد قلب، ریه‌ها و گاهی کلیه ها، به‌طور موقت توسط تکنولوژی جانشین تقلید می‌شود.با آماده شدن مدار و اکسپوز شدن رگها پروسهٔ استاندارد نیاز به این دارد که بیمار به‌طور کامل قبل از کانولاسیون ضد لخته دریافت کند. با تجویز هپارین به‌طور متناوب در سراسر طول پروسه برای حفظ سطح درمانی هپارین، حداقل میزان قابل قبول زمان لخته فعال شده ACT)) مونیتور می گردد. وقتی بیمار آنتی کوآگولیت و کانوله شد،CPB می‌تواند آغاز شود.پس از پروسه جدا ساختن بیمار از CPB ،با پروتامین اثر ضد انعقادی هپارین خنثی می‌شود.

## خطرات
CPBدارای اثرات هموستاتیک فراوان می‌باشد. تماس خون با لوله‌ها و مخازن پمپ یک تحریک شدید برای شروع پاسخ‌های التهابی محسوب شده و منجر به فعال شدن سیستم هموستاتیک می‌شود . اگر چه هموستاز جراحی ناکافی شایع‌ترین دلیل از دست دادن خون بعد از CPB می‌باشد ولی اختلالات انعقادی به‌طور قطع رخ می‌دهد و می‌تواند همراه با خون‌ریزی میکروواسکولر غیرقابل قبول باشد. مواجهه خون با اکسیژناتور و مدارCPB باعث فعال‌سازی پلاکت، دگرانولاسیون و تجمع پلاکتی می‌شود. به‌علاوه ترومبوسیتوپنی نسبی معمولاً بعد از CPB در نتیجه همودیلوشن و تجمع، چسبندگی و تخریب پلاکت رخ می‌دهد. معمولاً این اختلالات پلاکتی مرتبط با CPB از لحاظ بالینی مهم نمی‌باشند؛ زیرا اختلالات انعقادی که به درمان پلاکت نیاز دارند، در بیمارانی که تحت عمل جراحی قلبی قرار گرفته‌اند رخ نمی‌دهد. با این وجود مشکلات خون ریزی در تعدادی از بیماران ایجاد می‌شود.
دلیل دیگر اختلال انعقادی محصول ترومبین و فیبرینولیز می‌باشد. ترومبین به وسیله سرکوب مسیرهای انعقادی دا۱۹۴۶–۱۹۹۱)